# 1630年代
1630年代（せんろっぴゃくさんじゅうねんだい）は、西暦（グレゴリオ暦）1630年から1639年までの10年間を指す十年紀。

## できごと
- ヨーロッパ：三十年戦争の最も激しかった時期。

### 1630年
- スウェーデンが三十年戦争に参戦。
- マクデブルクの戦い（マクデブルクの惨劇-1631年）。

### 1631年
- ブライテンフェルトの戦い。
- 金星の太陽面通過が起きる。ヨハネス・ケプラーにより予測された（実際の観測はされていない）。

### 1632年
- レヒ川の戦い。
- リュッツェンの戦い。スウェーデン王グスタフ・アドルフ戦死。クリスティーナ女王が即位。
- ガリレオ・ガリレイ、『天文対話』を刊行。

### 1633年
- 第1次鎖国令。（奉書船以外の渡航禁止・海外に5年以上居留する日本人の帰国禁止）
- 筑前国福岡藩でお家騒動（黒田騒動）。
- ガリレオ・ガリレイ、2度目の宗教裁判で有罪判決、終身刑を言い渡される（後に軟禁に減刑）。

### 1634年
- 長崎に出島造成。
- 鍵屋の辻の決闘。
- ネルトリンゲンの戦い。

### 1635年
- 5月19日 - 三十年戦争: フランスが介入してスペイン帝国に宣戦布告
- 5月30日 - 三十年戦争: プラハ条約締結
- 8月3日（寛永12年6月21日） - 武家諸法度の改正で参勤交代の義務化と大船建造の禁が盛り込まれる。

### 1636年
- 5月15日（崇徳元年4月11日）- 中国：後金が国名を清に改める。
- 7月3日（寛永13年6月1日）- 江戸幕府が寛永通宝創鋳、銭座を設置。
- 9月18日 - マサチューセッツ湾植民地に、アメリカ最初の高等教育機関が設立される（1639年にハーバード大学と命名）。

### 1637年
- 島原の乱（ - 1638年）。
- オランダでチューリップ・バブル事件。
- ルネ・デカルトの著書『方法序説』公刊。

### 1638年
- 原城陥落、島原の乱鎮圧。
- ガリレオ・ガリレイ、『新科学対話』を刊行。

### 1639年
- 8月4日（寛永16年7月5日） - 第五次鎖国令発布。江戸幕府による貿易管理が完成。
- 12月4日 - 金星の太陽面通過が起きる。エレミア・ホロックスにより、初めて観測された。
- 本願寺学寮設立（現在の龍谷大学）。